# Programa Nacional de Conservação de Energia Elétrica
O Programa Nacional de Conservação de Energia Elétrica (PROCEL) é uma iniciativa governamental brasileira criada com o objetivo de promover o uso eficiente da energia elétrica em todo o país. Foi instituído em 1985, por meio da Portaria Interministerial n° 1.877, como uma resposta à crise energética enfrentada pelo Brasil na época.
O PROCEL é coordenado pelo Ministério de Minas e Energia (MME) e executado pela Empresa de Pesquisa Energética (EPE), em parceria com diversas entidades públicas e privadas, incluindo empresas de energia elétrica, indústrias, instituições de pesquisa e a sociedade civil.
Uma marca do programa é o "Selo PROCEL", que classifica a eficiência energética entre "A" e "E", do mais eficiente para o menos eficiente.

## Objetivos
Os principais objetivos do PROCEL são:
1. Promover a conscientização sobre a importância da conservação de energia elétrica: O programa desenvolve campanhas educativas para informar a população sobre o uso eficiente da energia, incentivando práticas que levem a uma redução do consumo.
2. Estabelecer padrões de eficiência energética: O PROCEL define critérios e padrões de eficiência para equipamentos e sistemas que consomem energia elétrica, como eletrodomésticos, lâmpadas, motores, entre outros. Esses padrões visam garantir que os produtos comercializados no país sejam mais eficientes em termos de consumo de energia.
3. Fomentar a pesquisa e o desenvolvimento de tecnologias eficientes: O programa investe em projetos de pesquisa e desenvolvimento de tecnologias e práticas que contribuam para a conservação de energia elétrica. Isso inclui o desenvolvimento de novos materiais, equipamentos e sistemas que possam reduzir o consumo de energia em diferentes setores.
4. Incentivar a eficiência energética em diversos setores: O PROCEL promove ações específicas para incentivar a eficiência energética em diferentes áreas, como residências, comércios, indústrias, transporte e setor público. Isso pode incluir desde a realização de auditorias energéticas até a implementação de programas de incentivo para a adoção de práticas mais eficientes.
5. Monitorar e avaliar os resultados: O programa realiza monitoramento e avaliação constante dos resultados alcançados, tanto em termos de redução do consumo de energia quanto de impactos ambientais e econômicos. Essa análise permite identificar áreas de melhoria e ajustar as estratégias conforme necessário.

Em resumo, o Programa Nacional de Conservação de Energia Elétrica é uma iniciativa abrangente que visa promover o uso racional e eficiente da energia elétrica no Brasil, contribuindo para a redução do consumo, o aumento da segurança energética e a mitigação dos impactos ambientais associados à geração de eletricidade.